# Pop Trash
A Pop Trash a Duran Duran tizedik stúdióalbuma, amit 2000-ben adtak ki. Ez az album volt az első, amit nem a Capitol Records/EMI-vel adtak ki, velük 1981 óta álltak szerződésben. És ez volt az utolsó, amin a Simon Le Bon, Nick Rhodes, Warren Cuccurullo trió szerepelt. Ez volt ez egyetlen album, amit a Hollywood Records-szal adtak ki. A rossz eladások után a Hollywood szerződést bontott az együttessel, akik így 2004-ig nem is adtak ki albumot.
Az album borítóján egy hegyikristállyal kirakott autó szerepel, ami Liberace tulajdonában volt. 
2008 júliusa óta az album már digitálisan is elérhető az iTunes Store-ban Amerikában és Európában is.

## Történet
Az együttes 1998-ban elhagyta a Capitol kiadót és aláírt a Hollywood Recordshoz, a The Walt Disney Company egyik leányvállalatához. Az album készítése alatt Simon Le Bon nagyon boldogtalan volt az együttes helyzetével, John Taylor basszusgitáros távozásával és ezek mellett még egy írói-blokk alatt is volt, ezért Nick Rhodes és Cuccurullo vette át a helyét. 
A Pop Trash ott folytatta, ahol a Medazzaland befejezte. A rock, szintipop és az electronica elemeinek keveréke. 
Az album promóciója nagyon sikertelen volt és rosszul mentek az eladások. 2001 márciusában jelentette be az együttes, hogy az útjai szétválnak a Hollywood-dal.
Nick Rhodes azt mondta később, hogy a Pop Trash-t volt a legnehezebb elkészíteni: "Nagyon nehezen mentek a dolgok John nélkül, habár már a Medazzaland közben távozott. Az írási procedúra nagyon eltérő volt a Pop Trash-en, Simonnek pedig szintén problémái voltak az írással, így végül én több munkát végeztem, mint az várható volt. Új kiadónk volt, a Hollywood Records, ami leginkább bosszantó volt. Még producerünk se volt, így végül nekünk kellett az összes ötletünket beleadni az albumba, amivel még azt se tudtuk mit akarunk elérni. Az akkori hátterünket tekintve, úgy gondoljuk teljesen jól alakult az album és lezárta azt az érát."
Az album turnéján Warren Cuccurullo távozott és az együttes újra összeállt a régi ötfős felállással. Amíg Duran Duran-nak nem volt kiadója, folyamatosan turnéztak és elkezdték az új album felvételeit. 2004-ben pedig aláírtak az Epic Recordshoz és még abban az évben kiadták az Astronaut-ot, ami nagy sikert aratott a megfelelő promóciónak és az egyesülésnek köszönhetően.

## Kritikák
A kritikusoknak alapvetően nem tetszett az album, a Metacritic 52 pontot adott rá a 100-ból. 

## Kislemezek
Az albumról három kislemez jelent meg. A "Someone Else Not Me" volt az első, ami csak 53. lett Nagy-Britanniában és nem is jelent meg a slágerlistákon az Egyesült Államokban. Le Bon felvette a számot spanyolul ("Alguien Que No Soy Yo" címen) és franciául is ("Un Autre Que Moi" címmel).
A második kislemez a "Playing With Uranium" lett volna, amit csak Olaszországban adtak volna ki, de végül csak rádiós promócióként volt elérhető.
A "Last Day On Earth"-t csak Japánban adták ki és az oszakai Universal Studios Japan megnyitóján is lehetett hallani.
[forrás?]

## Számok
1. "Someone Else Not Me" – 4:48
2. "Lava Lamp" – 3:54
3. "Playing with Uranium" – 3:51
4. "Hallucinating Elvis" – 5:26
5. "Starting to Remember" – 2:38
6. "Pop Trash Movie" – 4:54
7. "Fragment" – 0:49
8. "Mars Meets Venus" – 3:07
9. "Lady Xanax" – 4:53
10. "The Sun Doesn't Shine Forever" – 4:51
11. "Kiss Goodbye" – 0:41
12. "Last Day on Earth" – 4:27

Bónusz számok, különböző országokban való megjelenéseken:
1. "Un Autre Que Moi" (a "Someone Else Not Me" francia verziója) – 4:19
2. "Alguien Que No Soy Yo" (a "Someone Else Not Me" spanyol verziója) – 4:16
3. "Prototypes" – 6:17

## Előadók
Az AllMusic adatai alapján.

### Duran Duran
- Simon Le Bon – ének
- Warren Cuccurullo – gitár és basszusgitár
- Nick Rhodes – billentyűk

### Egyéb előadók
- David Campbel
- Sally Boyden – vokál
- John Tonks – dobok
- Olivier Vieser – gitár
- Greg Bissonette – dobok
- Steve Alexander – dobok
- Luis Conte – ütőhangszerek

## Slágerlisták
| Slágerlista (2000)                 | Legmagasabb pozíció |
| ---------------------------------- | ------------------- |
| Német Albumok (Offizielle Top 100) | 80                  |
| Skót Albumok (OCC)                 | 88                  |
| UK Albums (OCC)                    | 53                  |
| UK Independent Albums (OCC)        | 9                   |
| US Billboard 200                   | 135                 |

## Kiadások
A Discogs adatai alapján.
| Régió                          | Év   | Formátum    | Kiadó               |
| ------------------------------ | ---- | ----------- | ------------------- |
| Világszerte                    | 2000 | CD, LP      | Hollywood Records   |
| Ukrajna (nem hivatalos kiadás) | 2000 | CD, LP      | Umbrella Records    |
| Világszerte                    | 2000 | Kazetta, LP | Hollywood Records   |
| Európa                         | 2018 | LP          | Tiger Tiger Records |
| Európa                         | 2019 | LP          | Pegasus Records     |

## Fordítás
Ez a szócikk részben vagy egészben  a   Pop Trash című angol Wikipédia-szócikk ezen változatának fordításán alapul.  Az eredeti cikk szerkesztőit annak laptörténete sorolja fel. Ez a jelzés csupán a megfogalmazás eredetét és a szerzői jogokat jelzi, nem szolgál a cikkben szereplő információk forrásmegjelöléseként.